# Satomi Moriya
Satomi Moriya (森谷 里美, Moriya Satomi) est une seiyū née le 16 avril 1982 au Japon.

## Biographie

### Enfance et formation
Satomi Moriya est née le 16 avril 1982 dans la préfecture de Yamagata au Japon,.

### Carrière de doubleuse
Elle travaille pour l'agence Mausu Promotion.

## Doublage

### Cinéma
- 2009 : Cencoroll : Kei
- 2015 : Girls und Panzer der Film : Riko Matsumoto
- 2020 : Shirobako: The Movie : Boy E / Rookie Voice Actor A / Kaori Miyamori
- 2021 : BanG Dream! Episode of Roselia - I: Promise : amie de Lisa / Future Worls Fes Qualifer Judge

### Télévision
- 2009 : Samurai Girls : Head Maid
- 2012 : Star Blazers: Space Battleship Yamato 2199 : SID / Miki Saijo / Sword 3 Navigation Voice
- 2012 : Girls und Panzer : Kiko Matsumoto
- 2013 : Amnesia : Sawa
- 2014 : Girls und Panzer: This is the Real Anzio Battle! : Riko Matsumoto
- 2014 : Shirobako : Kaori Miyamori

### OVA
- 2012 : Girls und Panzer OVA : Kiko Matsumoto
- 2016 : Girls und Panzer der Film : Riko Matsumoto

### Jeux vidéos
- 2011 : Phantom Breaker : M
- 2011 : Amnesia : Sawa
- 2011 : Instant Brain : Neiru Kabari / Ai Kurofuda

- 2012 : Amnesia Later : Sawa
- 2013 : Amnesia Crowd : Sawa
- 2014 : Granblue Fantasy : Sylph
- 2014 : Amnesia World : Sawa
- 2016 : Street Fighter 5 : Noembelu

- 2018 : Girls und Panzer: Dream Tank Match : Riko Matsumoto
- 2019 : Pokémon Masters : Tsukushi
- 2020 : Final Fantasy VII Remake : Jessie
- 2022 : Babylon's Fall : Sentinels

Source : behindthevoice.com